# Vatsküla
Vatsküla (Duits: Watskül) is een plaats in de Estlandse gemeente Saaremaa, provincie Saaremaa. De plaats heeft de status van dorp (Estisch: küla) en telt 25 inwoners (2021).
Tot in december 2014 behoorde Vatsküla tot de gemeente Kaarma, tot in oktober 2017 tot de gemeente Lääne-Saare en sindsdien tot de fusiegemeente Saaremaa.

## Geschiedenis
In 1557 werd op grond in het dorp Kiritu en het latere dorp Vatsküla een landgoed Pia gesticht. In 1574 werd de naam veranderd in Lodenhof (Estisch: Loode), naar Heinrich Lode, de eigenaar. Vatsküla werd voor het eerst genoemd in 1645 onder de naam Watzküla Loddi als boerderij op het landgoed Lodenhof. In 1765 ging Lodenhof op in het landgoed Pichtendahl (Pihtla), maar Vatsküla kwam op het landgoed van Kasti terecht.
In 1977 werd Vatsküla bij het buurdorp Kasti gevoegd. In 1997 werd Vatsküla weer een zelfstandig dorp.